# زينة كرم
زينة كرم (10 أكتوبر 1981 -)، مذيعة وممثلة كويتية.

## عن حياتها
- حصلت على بكالوريوس في الإعلام من جامعة الكويت بتخصص إذاعة وتلفزيون، والتحقت بالعديد من الدورات التأهيلية، كما حصلت على بعثة من الجمعية العربية الأمريكية لأساتذة الاتصال (أوساس) للعمل كمتدربة في الولايات المتحدة في عدد من قنوات الإعلام.

### حياتها الأسرية
في 28 سبتمبر 2011 تزوجت من الممثل أحمد إيراج، وأنجبت له «سليمان» و«دلال».

## اعتزالها
في عام 2012 قررت اعتزال العمل الفني بعد آخر عمل لها مسلسل خوات دنيا بجانب الفنانة سعاد عبد الله.

## أعمالها

### التقديم
في عام 2007 انضمت لقناة الوطن للعمل كمذيعة، وعملت فيها لمدة سنة قدمت خلالها عدد من البرامج هي:
- صباح الوطن.
- بنات وبس.
- ليالي الوطن.

وبعد استقالتها من قناة الوطن قامت بتقديم عدة برامج لقنوات عدة، منها المشاركة في برنامج لتلفزيون قطر، كما قامت بتقديم برنامج «نجوم الثريا» الذي قدم على قناة الظفرة وإم‌ بي‌ سي 1 وهو عبارة عن جلسات غنائية وشارك بها نخبة من الفنانين الخليجيين. كما قامت بالفترة من مارس إلى مايو 2009 بتقديم برنامج على قناة الشاهد حمل اسم «ديوان» وذلك في فترة انتخابات مجلس الأمة، وقابلت من خلاله كتاب الصحف ووزراء ونواب سابقين وحاليين ومرشحين لمجلس الأمة. وفي عام 2010 انضمت إلى قناة الراي لتشارك بتقديم برنامج «مسائي»، وقامت بتقديمه لفترة معينة ثم تركته بسبب قيامها بالمشاركة بتصوير مسلسل تلفزيوني. وفي نهاية عام 2010 شاركت بتقديم مسابقة «شاعر العرب» الدورة الثالثة على قناة رواسي. وفي عام 2012 عادت إلى التقديم من خلال محطة «كويت إف إم» الإذاعية وذلك في برنامج «سراي البيت».

### التمثيل
اختارها الفنان عبد العزيز المسلم بعام 2009 لتقوم بتأدية دور البطولة في مسلسل «نور عيني»، وكان هذا العمل هو الأول لها بمجال التمثيل.

### أعمالها التمثيلية

#### في التلفزيون
| سنه الإنتاج | اسم المسلسل                   |
| ----------- | ----------------------------- |
| 2009        | نور عيني                      |
| 2010        | بنات آدم                      |
| 2010        | هوامير الصحراء - الجزء الثاني |
| 2010        | قصة هوانا - حلقات منفصلة      |
| 2011        | الحب لا يكفي أحيانا           |
| 2011        | بنات سكر نبات                 |
| 2011        | فرصة ثانية                    |
| 2012        | خوات دنيا                     |
| 2012        | اليحموم                       |
| 2012        | أنت عمري                      |

#### في المسرح
| سنه الإنتاج | اسم المسرحية    |
| ----------- | --------------- |
| 2010        | المدينة الثلجية |

## الجوائز
- 2010:  الكويت - جائزة أفضل ممثلة واعدة من مهرجان المميزون في رمضان عن مسلسل بنات آدم.

## روابط خارجية
- زينة كرم على موقع قاعدة بيانات الأفلام العربية